# Alojzij Zbačnik
Alojzij Zbačnik, slovenski pisatelj in dramatik, * 4. junij 1890, Travnik, † med 15. in 31. oktobrom 1914, Przemiśl, Poljska.
Dva razreda je opravil v domači osnovni šoli, nato pa šolanje nadaljeval v Ljubljani. Najprej se je vpisal na študij medicine na Dunaju, nato pa na pravo. Študij je prekinila prva svetovna vojna in 1914 je odšel v Galicijo, kjer je bil ubit v bližini kraja Przemiśl (ozemlje današnje Poljske).
Med letoma 1910 in 1912 je objavjal črtice v Domačem prijatelju, Slovenskem narodu in Jutru. V njegovi zapuščini je ohranjenih tudi nekaj dramskih osnutkov in dnevnik.